# Heterodrilus lacertosus
Heterodrilus lacertosus är en ringmaskart som beskrevs av Erséus 1981. Heterodrilus lacertosus ingår i släktet Heterodrilus och familjen glattmaskar. Inga underarter finns listade i Catalogue of Life.